# Сергей Перхун
Сергей Перхун (1977 – 2001) е украински вратар. Смятан за един от най-добрите вратари на ЦСКА Москва в новата история на клуба. Юноша на Днепър. През 1999 играе за молдовския Шериф Тираспол. През 2001 е купен в ЦСКА Москва, но изиграва едва 13 мача. В 7 от тях не допуска гол, а в останалите 6 – по 1.

## Кариера
Започва кариерата си в Днепър. През 1995 г. за кратко играе под наем в Металург (Новомосковск). Сергей не успява да се закрепи в състава на Днепър и изиграва само по няколко мача на сезон. В началото на 1999 преминава в Шериф Тираспол и записва 6 мача през втория полусезон. На следващия сезон Сергей е титуляр, изигравайки 29 срещи. След силни игри за Шериф Перхун е забелязан от няколко руски и турски отбори. Кара проби в Торпедо-ЗИЛ и Динамо (Москва), но не е одобрен. Перхун подписва с ЦСКА (Москва), след като изиграва няколко контроли за отбора на лагер във Франция. Дебютира за ЦСКА в дербито със Спартак от третия кръг на първенството, но „армейците“ губят с 0:1. Въпреки нелошото си представяне, титуляр продължава да е Андрей Новосадов. На 11 юни 2001 г. влиза на мястото на контузения Новосадов и не допуска гол. Сергей успява да извоюва мястото си под рамката на вратата. Перхун играе уверено и вече е смятан от специалистите за един от най-добрите вратари в шампионата. На 15 август 2001 г. дебютира за националния отбор на Украйна в контрола с Латвия. Три дни по-късно, в мач срещу Анжи Махачкала за шампионата на Русия, Перхун се блъска в противниковия нападател Будун Будунов. И двамата получават мозъчни травми. Будунов скоро се завръща във футбола, а десет дни по-късно Сергей издъхва, въпреки усилията на лекарите. Лекарите заключават, че Сергей е имал мозъчен оток, който е довел до унищожаване на мозъчни клетки. Погребан е на 30 август в родния си Днипро.

## Памет
В памет на вратаря се провежда ежегоден турнир с участието на фенове и ветерани на ЦСКА Москва. През 2010 г. в Днепропетровск е построен стадион, носещ името на вратаря.
Графити изображение на Сергей Перхун е изобразено на стадиона на ЦСКА Москва ВЕБ Арена. На откриването на съоръжението химна на Русия изпълнява дъщерята на Перхун Анастасия.